# Tena (distrikt i Etiopien)
Tena är ett distrikt i Etiopien. Det ligger i den centrala delen av landet, 160 km sydost om huvudstaden Addis Abeba.